# Nationalratswahlkreis Luzern-Nordwest
Der Nationalratswahlkreis Luzern-Nordwest war ein Wahlkreis bei Wahlen in den Schweizer Nationalrat. Er bestand von 1872 bis 1890 und umfasste den nordwestlichen Teil des Kantons Luzern.

## Wahlverfahren
Hierbei handelte es sich um einen Pluralwahlkreis. Dies bedeutet, dass zwar mehrere Sitze zu verteilen waren, jedoch das Majorzwahlrecht zur Anwendung gelangte. Im Sinne der romanischen Mehrheitswahl benötigte ein Kandidat die absolute Mehrheit der Stimmen, um gewählt zu werden. Zur Verteilung aller Sitze waren unter Umständen mehrere Wahlgänge notwendig. Jeder Wähler hatte so viele Stimmen, wie Sitze zu vergeben waren.

## Bezeichnung und Sitzzahl
Luzern-Nordwest ist eine inoffizielle geographische Bezeichnung. Im amtlichen Gebrauch üblich war eine über die gesamte Schweiz angewendete fortlaufende Nummerierung, geordnet nach der Reihenfolge der Kantone in der schweizerischen Bundesverfassung. Aufgrund der wechselnden Anzahl im Laufe der Jahre erhielten manche Wahlkreise mehrmals eine neue Nummer. Luzern-Nordwest trug ab 1872 die Nummer 13.
Luzern-Nordwest standen stets 2 Sitze zur Verfügung.

## Ausdehnung

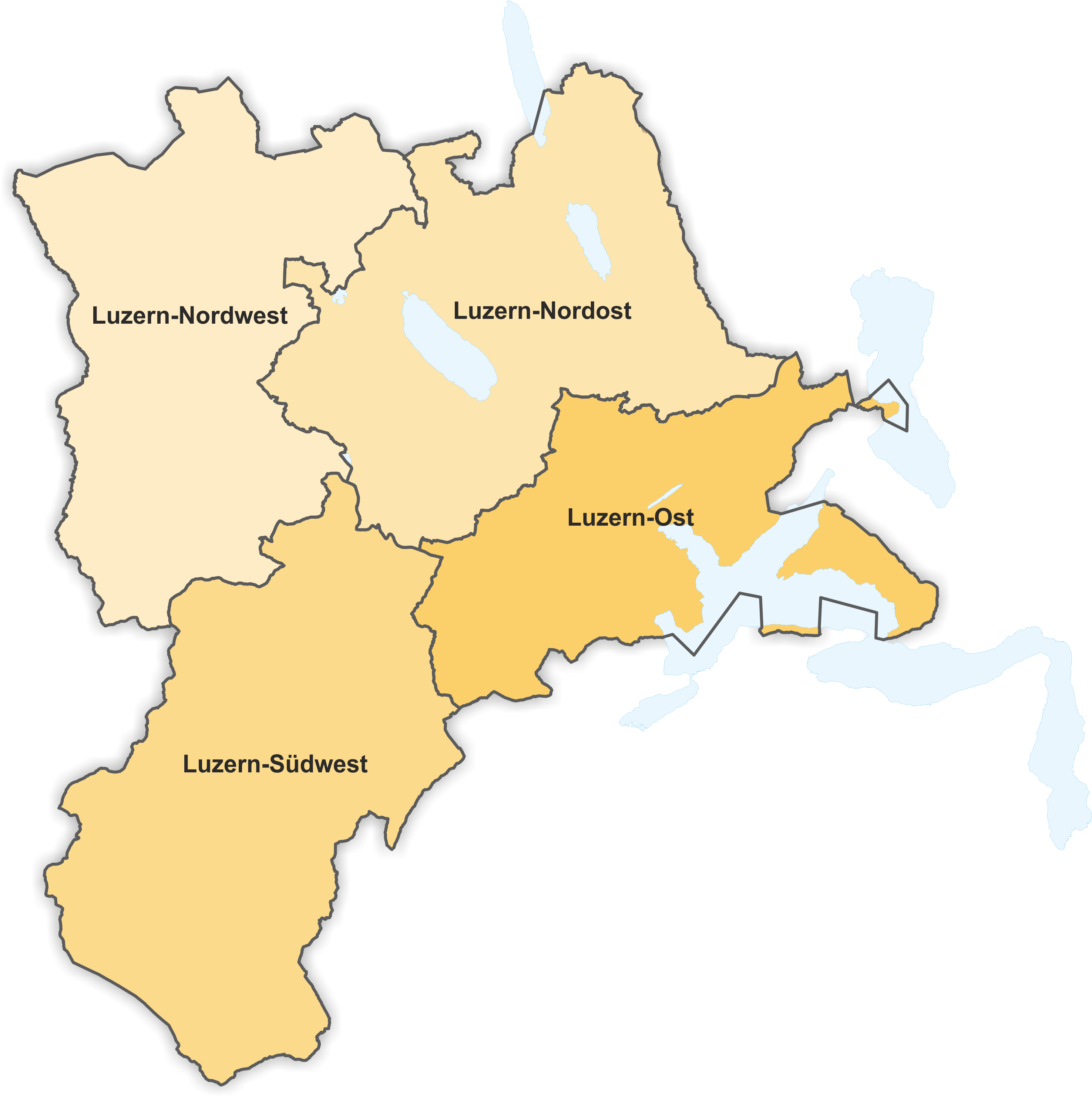
Wahlkreise Kanton Luzern 1872–1890

Das Gebiet des Wahlkreises wurde gemäss dem «Bundesgesetz betreffend die eidgenössischen Wahlen und Abstimmungen» vom 19. Juli 1872 festgelegt. Er umfasste:
- im Amt Sursee die Gemeinden Büron, Knutwil, Kulmerau, Schlierbach, Triengen, Wilihof und Winikon
- das Amt Willisau

1890 wurden die Wahlkreise Luzern-Nordwest und Luzern-Südwest zum neuen Wahlkreis Luzern-West zusammengelegt.

## Nationalräte
- G = Gesamterneuerungswahl
- E = Ersatzwahl bei Vakanzen

| Datum      | Wahl | Gewählte | Gewählte                        | Partei |
| ---------- | ---- | -------- | ------------------------------- | ------ |
| 27.10.1872 | G    |          | Vinzenz Fischer, Jost Peyer     | KK     |
|            |      |          |                                 |        |
| 19.10.1873 | E    |          | Johann Amberg                   | KK     |
|            |      |          |                                 |        |
| 31.10.1875 | G    |          | Johann Amberg, Vinzenz Fischer  | KK     |
|            |      |          |                                 |        |
| 27.10.1878 | G    |          | Josef Erni, Vinzenz Fischer     | KK     |
|            |      |          |                                 |        |
| 27.07.1879 | E    |          | Leo Steiner                     | FL     |
|            |      |          |                                 |        |
| 30.10.1881 | G    |          | Josef Erni, Candid Hochstrasser | KK     |
|            |      |          |                                 |        |
| 26.10.1884 | G    |          | Josef Erni, Candid Hochstrasser | KK     |
|            |      |          |                                 |        |
| 30.10.1887 | G    |          | Josef Erni, Candid Hochstrasser | KK     |

## Quelle
- Erich Gruner: Die Wahlen in den Schweizerischen Nationalrat 1848–1919. Band 3. Francke Verlag, Bern 1978, ISBN 3-7720-1445-3.